# シュテフィ・ゲイエル
シュテフィ・ゲイエル（Stefi Geyer, *1888年6月28日 ブダペスト - †1956年12月11日 チューリッヒ）は、ハンガリー人の女性ヴァイオリニストで音楽教育者。

## 経歴
1888年、ブダペスト生まれ。父ヨージェフは監察医であり、自身もヴァイオリン演奏の嗜みがあった。3歳でヴァイオリンを始めるが、初心者にしては目覚しい才能を発揮し、やがてブダペストのリスト音楽院にてイェネー・フバイに師事することとなった。神童として欧米で演奏旅行を行なう。音楽性や技巧的な能力だけでなく、その人柄や美貌によっても名を馳せ、バルトーク・ベーラやオトマール・シェックは、彼女に魅了されてヴァイオリン協奏曲を献呈した。
ウィーンの弁護士エルヴィン・ユング（Erwin Jung）と結婚するが、ユングは第一次世界大戦末期にスペインかぜに伝染し死去した。1920年にスイスの作曲家ヴァルター・シュルテス（Walter Schulthess）と再婚してチューリッヒに移る。同地で演奏活動に取り組み、1934年から1953年まではチューリッヒ音楽院（現：チューリッヒ芸術大学）にて教鞭を執った。1941年には、パウル・ザッハーが監督するコレギウム・ムジクム・チューリヒに入団してそのコンサートマスターも受け持った。スイスの作曲家ヴィリー・ブルクハルトは1943年に、自作のヴァイオリン協奏曲をゲイエルとザッハーに献呈している。
ゲイエルは多くの後進を育成し、クラウス・フーバーは主要な門弟の一人である。